# Acosmeryx omissa
Acosmeryx omissa là một loài bướm đêm thuộc họ Sphingidae. Nó được Rothschild và Jordan miêu tả năm 1903. Nó được tìm thấy ở đông Nam Á, bao gồm Thái Lan.